# Alison Inverarity
Alison Jane Inverarity (née le 12 août 1970 à Perth) est une athlète australienne spécialiste du saut en hauteur. 

## Biographie

### Palmarès
| Date | Compétition                    | Lieu         | Résultat | Performance |
| ---- | ------------------------------ | ------------ | -------- | ----------- |
| 1991 | Universiade                    | Sheffield    | 1re      | 1,92 m      |
| 1992 | Jeux olympiques                | Barcelone    | 8e       | 1,91 m      |
| 1993 | Championnats du monde en salle | Toronto      | 5e       | 1,97 m      |
| 1994 | Jeux du Commonwealth           | Victoria     | 1re      | 1,94 m      |
| 1998 | Coupe du monde des nations     | Johannesburg | 7e       | 1,85 m      |
| 1998 | Jeux du Commonwealth           | Kuala Lumpur | 3e       | 1,88 m      |

### Records
Alison Inverarity détient le record d'Océanie du saut en hauteur, à la fois en plein air avec 1,98 m, et en salle avec 1,97 m.
| Épreuve                    | Performance | Lieu       | Date            |
| -------------------------- | ----------- | ---------- | --------------- |
| Saut en hauteur            | 1,98 m      | Ingolstadt | 17 juillet 1994 |
| Saut en hauteur (en salle) | 1,97 m      | Toronto    | 13 mars 1993    |